# Posel smrti
Posel smrti (v zahraničí Black Mirror) je česká adventura z roku 2003. Hru vytvořila berounská studia Unknown Identity a vydavatel Future Games (později sloučeny do Future Games). 

## Zpracování
Jedná se o klasickou adventuru a vyznačuje se mrazivou atmosférou s detektivními a hororovými prvky. Hra je naprogramovaná v rozlišení 800x600 a obsahuje 150 lokací. Vyšla kompletně nadabovaná česky, německy, anglicky, rusky, francouzsky a italsky, titulky byly dále oficiálně přeložené do španělštiny a polštiny.

## Děj
Mladý šlechtic Samuel Gordon opustil před dvanácti lety panství „Black Mirror“ v Anglii poté, co při požáru zahynula jeho žena Cathrin. Roku 1981 ho však do panství přivádí úmrtí jeho dědečka Williama. Babička Viktorie a detektiv Collier se domnívají, že jde o sebevraždu. Samuel tomu ale nevěří a pátrá na vlastní pěst po vrahovi svého dědečka.
V příběhu se objevuje „duchařský“ prvek kletby rodu Gordonů, která postihuje pouze mužské potomky rodu Gordonů. Původce této kletby je dávný předek Mordred, mladší z dvojice bratrů Gordonových, zakladatelů panství. Při Samuelově pátrání dojde k dalším podezřelým úmrtím. Samuela pátrání po kletbě, pomocí „klíčů duší“, zavede do blízké vesnice Willowcreek, farnosti Warmhill, pitevny doktora Hermanna, stok pod panstvím, sanatoria Ashburry a do dalších lokací.

## Postavy

### Gordonové z Black Mirror
- Samuel Gordon – hlavní hrdina hry. Na panství se vrací po 12 letech.
- William – Samuelův děda. Byl nalezen mrtvý blízko věže. Všichni, až na Samuela, předpokládají, že spáchal sebevraždu.
- Viktorie – manželka Williama. Je velmi znalá zámku a historie Gordonů.
- Robert – syn Williama a Viktorie. Je vedoucí lékař v Ashbury. Provádí tajné pokusy na chovancích.
- James – nemanželský syn Williama. Byl umístěn do Ashbury a stal se Robertovým pacientem.

### Ostatní obyvatelé zámku Black Mirror
- Morriss – na zámku dělá již 5 let podkoního. Utekl ze strachu z obvinění z účasti na vraždách.
- Henry – zahradník, který na zámku působí 1 rok. Má špatné vztahy s Morrissem.
- Bates – komorník na zámku Black Mirror.

### Obyvatelé panství ve Walesu
- Eleanor – pianistka. Stejně jako Viktorie, ví hodně o historii Gordonů.
- Richard – chemik a manžel Eleanor. Kvůli zájmu o chemii se dostal do sporu se svojí ženou.
- Louis – zahradník a částečně i sluha na panství.

### Obyvatelé Willowcreek
- Starý rybář – rybaří ve Willowcreek a miluje ryby.
- Vick – dvanáctiletý chlapec od kterého se Samuel dozví pár informací.
- Harry – místní hospodský. Je dobromyslný, ale pověrčivý.
- Tom – častý zákazník v Harryho hostinci.
- Mark – tulák, který se snaží vydělávat námezdní prací.
- Murray – majitel zastavárny. Je lakomý, ale čestný.

### Farnost Warhmhill
- Otec Frederik – místní farář. Je velmi znalý historie Gordonů.
- Hrobník – místní hrobník. Je občas hrubý.

### Sanatorium Ashbury
- Zdravotní sestra – Samuel se s ní setká u vchodu do sanatoria.
- Kotelník – topič v sanatoriu. Rád pije.
- Dr. Smith – asistent Roberta. Má na starost pozorování pacientů.
- Ralph – chovanec sanatoria. Má pokoj vedle Jamese, s nímž komunikuje přes díru ve zdi. Má rád svou panenku Bubby.

### Ostatní postavy
- Detektiv Collier – policista vyšetřující úmrtí na Black Mirror.
- Dr. Heinz Hermann – patolog a rodinný přítel Gordonů. Pomáhá krýt Robertovy pokusy na pacientech sanatoria Ashburry.

## Přijetí
V Česku byla hra přijata velmi kladně, kdy se hodnocení pohybovala mezi 80 a 90% procenty. Hra si dokonce zpětně vysloužila označení nejlepší česká adventura vůbec. V zahraničí hra obdržela spíše průměrná hodnocení pohybující se u 60%. Hráči však hru hodnotili většinou pozitivně a dávali jí hodnocení pohybující se u 80%.
Dobré prodeje měla hra v zahraničí, do roku 2008 se po celém světě prodalo na 500 000 kusů, prodávala se ve většině Evropy, USA, Kanadě, Mexiku, veškerých státech bývalého Sovětského svazu, i v Asii.

## Pokračování
Později vyšel druhý a třetí díl, za kterými však již stojí německé studio Cranberry Productions (jelikož licenci vlastnil německý vydavatel dtp entertainment). Roku 2017 vyšel od německého vývojáře King Art Games a rakouského vydavatele THQ Nordic další díl pod názvem Black Mirror, také nazývaný jako Black Mirror 4. Kritizován byl chybějící český překlad, vzhledem k původu původní hry, jelikož všechny předešlé hry jím disponovaly.